# Kempen
För andra betydelser, se Kempen (olika betydelser).
Kempen är en stad i Kreis Viersen i Regierungsbezirk Düsseldorf i förbundslandet Nordrhein-Westfalen i Tyskland. 